# 金沙滩站
金沙滩站是一个北同蒲线上的铁路车站，位于山西省怀仁市金沙滩镇，建于1939年，目前为四等站，邮政编码为038300。目前客运：不办理旅客乘降；行李、包裹托运；货运：办理整车货物发到；不办理危险货物发到。